# James Berardinelli
James Berardinelli, né le 1er septembre 1967 à New Brunswick, est un critique de cinéma américain.

## Biographie
James Berardinelli naît à New Brunswick dans le New Jersey le 1er septembre 1967. Il passe sa petite enfance à Morristown puis, à l'âge de neuf ans, va habiter à Cherry Hill. Il étudie à l'université de Pennsylvanie de 1985 à 1990, où il obtient un Bachelor of Science ainsi qu'une maîtrise en électrotechnique. Il intègre ensuite l'entreprise Telcordia Technologies et passe quinze années à travailler dans plusieurs domaines, notamment la fibre optique, la vidéo et le logiciel. Il épouse, en 2004, une de ses anciennes lectrices.
Berardinelli dit qu'étant enfant, il ne passait pas beaucoup de temps au cinéma et voyait seulement cinq ou six films par an. Ce n'est qu'à partir de l'université qu'il s'est intéressé au cinéma. En 1991, un an avant de commencer ses critiques, il voit environ trente films. Ce nombre passe à 180 en 1992, alors qu'il écrit des critiques pour son usage personnel. À partir de 1993, l'année où il commence à publier ses critiques sur Usenet, il voit de 250 à 300 films par an. En 1997, il devient critique de film accrédité.
Berardinelli a plus de 3 300 critiques de film sur son site ReelViews ; c'est également un contributeur régulier à des sites comme Rotten Tomatoes. Il a une moyenne d'environ 300 critiques mises en ligne par an depuis l'ouverture du site en janvier 1996. Selon lui, le site reçoit entre 70 000 et 80 000 visites par jour.